# Општина Тенансинго (Мексико)
Тенансинго (шп. Tenancingo) општина је у Мексику у савезној држави Мексико. Општина се налази на надморској висини од 2031 м.

## Становништво
Према подацима из 2010. у општини је живело 90946 становника.

### Хронологија
| Година       | 2000                  | 2005                  | 2010                  |
| ------------ | --------------------- | --------------------- | --------------------- |
| Становништво | 77531 (37761 / 39770) | 80183 (38698 / 41485) | 90946 (44239 / 46707) |

### Попис
| \| \| м \| \| \| ж \| \| 0—2 \| 3.010 \| \| \| 2.922 \| \| 3—5 \| 3.192 \| \| \| 2.890 \| \| 6—11 \| 6.216 \| \| \| 5.854 \| \| 12—14 \| 2.673 \| \| \| 2.701 \| \| 15—17 \| 2.776 \| \| \| 2.788 \| \| 18—24 \| 5.932 \| \| \| 6.405 \| \| 60+ \| 3.188 \| \| \| 3.761 \| \| Просек : \| 26,9 \| \| \| 28,2 \| |       |  |  |       |
| |       |  |  |       |
| | м     |  |  | ж     |
| 0—2 | 3.010 |  |  | 2.922 |
| 3—5 | 3.192 |  |  | 2.890 |
| 6—11 | 6.216 |  |  | 5.854 |
| 12—14 | 2.673 |  |  | 2.701 |
| 15—17 | 2.776 |  |  | 2.788 |
| 18—24 | 5.932 |  |  | 6.405 |
| 60+ | 3.188 |  |  | 3.761 |
| Просек : | 26,9  |  |  | 28,2  |

| #   | Индикатор                                                                                        | Вредност |
| --- | ------------------------------------------------------------------------------------------------ | -------- |
| 1   | Становништво од 0 до 2 године                                                                    | 5932     |
| 2   | Мушко становништво од 0 до 2 године                                                              | 3010     |
| 3   | Женско становништво од 0 до 2 године                                                             | 2922     |
| 4   | Становништво са 3 и више година                                                                  | 84611    |
| 5   | Мушко становништво са 3 и више година                                                            | 41028    |
| 6   | Женско становништво са 3 и више година                                                           | 43583    |
| 7   | Становништво са 5 и више година                                                                  | 80503    |
| 8   | Мушко становништво са 5 и више година                                                            | 38856    |
| 9   | Женско становништво са 5 и више година                                                           | 41647    |
| 10  | Становништво са 12 и више година                                                                 | 66459    |
| 11  | Мушко становништво са 12 и више година                                                           | 31620    |
| 12  | Женско становништво са 12 и више година                                                          | 34839    |
| 13  | Становништво са 15 и више година                                                                 | 61085    |
| 14  | Мушко становништво са 15 и више година                                                           | 28947    |
| 15  | Женско становништво са 15 и више година                                                          | 32138    |
| 16  | Становништво са 18 и више година                                                                 | 55521    |
| 17  | Мушко становништво са 18 и више година                                                           | 26171    |
| 18  | Женско становништво са 18 и више година                                                          | 29350    |
| 19  | Становништво од 3 до 5 година                                                                    | 6082     |
| 20  | Мушко становништво од 3 до 5 година                                                              | 3192     |
| 21  | Женско становништво од 3 до 5 година                                                             | 2890     |
| 22  | Становништво од 6 до 11 година                                                                   | 12070    |
| 23  | Мушко становништво од 6 до 11 година                                                             | 6216     |
| 24  | Женско становништво од 6 до 11 година                                                            | 5854     |
| 25  | Становништво од 8 до 14 година                                                                   | 13384    |
| 26  | Мушко становништво од 8 до 14 година                                                             | 6794     |
| 27  | Женско становништво од 8 до 14 година                                                            | 6590     |
| 28  | Становништво од 12 до 14 година                                                                  | 5374     |
| 29  | Мушко становништво од 12 до 14 година                                                            | 2673     |
| 30  | Женско становништво од 12 до 14 година                                                           | 2701     |
| 31  | Становништво од 15 до 17 година                                                                  | 5564     |
| 32  | Мушко становништво од 15 до 17 година                                                            | 2776     |
| 33  | Женско становништво од 15 до 17 година                                                           | 2788     |
| 34  | Становништво од 18 до 24 године                                                                  | 12337    |
| 35  | Мушко становништво од 18 до 24 године                                                            | 5932     |
| 36  | Женско становништво од 18 до 24 године                                                           | 6405     |
| 37  | Женско становништво од 15 до 49 година                                                           | 25141    |
| 38  | Становништво са 60 и више година                                                                 | 6949     |
| 39  | Мушко становништво са 60 и више година                                                           | 3188     |
| 40  | Женско становништво са 60 и више година                                                          | 3761     |
| 41  | Однос између мушкараца и жена                                                                    | 94.72    |
| 42  | Становништво од нуле до 14 година                                                                | 29458    |
| 43  | Становништво од 15 до 64 године                                                                  | 56268    |
| 44  | Становништво од 65 година и више                                                                 | 4817     |
| 45  | Просечан број деце                                                                               | 2.49     |
| 46  | Становништво рођено у ентитету                                                                   | 85027    |
| 47  | Мушко становништво рођено у ентитету                                                             | 41431    |
| 48  | Женско становништво рођено у ентитету                                                            | 43596    |
| 49  | Становништво рођено у другом ентитету                                                            | 5013     |
| 50  | Мушко становништво рођено у другом ентитету                                                      | 2375     |
| 51  | Женско становништво рођено у другом ентитету                                                     | 2638     |
| 52  | Становништво од 5 година и више резидентно у ентитету у јуну 2005. године                        | 78089    |
| 53  | Мушко становништво старосног доба од 5 година и више, резидентно у ентитету у јуну 2005. године  | 37509    |
| 54  | Женско становништво старосног доба од 5 и више година, резидентно у ентитету у јуну 2005. године | 40580    |
| 55  | Становништво од 5 година и више које је живело у другом ентитету у јуну 2005. године             | 1153     |
| 56  | Мушко становништво старије од 5 година које је живело у другом ентитету у јуну 2005. године      | 548      |
| 57  | Женско становништво старије од 5 година које је живело у другом ентитету у јуну 2005. године     | 605      |
| 58  | Становништво од 3 године и више које говори аутохтони језик                                      | 232      |
| 59  | Мушко становништво старо 3 године и више које говори аутохтони језик                             | 128      |
| 60  | Женско становништво старо 3 године и више које говори аутохтони језик                            | 104      |
| 61  | Становништво од 3 године и више које говори аутохтони језик и не говори шпански језик            | 0        |
| 62  | Мушко становништво старо 3 године и више које говори аутохтони језик и не говори шпански         | 0        |
| 63  | Женско становништво старо 3 године и више које говори аутохтони језик и не говори шпански језик  | 0        |
| 64  | Становништво старо 3 године и више које говори аутохтони језик и шпански                         | 115      |
| 65  | Мушко становништво старо 3 године и више које говори аутохтони језик и шпански                   | 72       |
| 66  | Женско становништво старо 3 године и више које говори аутохтони језик и шпански                  | 43       |
| 67  | Становништво од 5 година и више које говори аутохтони језик                                      | 223      |
| 68  | Становништво од 5 година и више које говори аутохтони језик и не говори шпански језик            | 0        |
| 69  | Становништво од 5 година и више које говори аутохтони језик и говори шпански језик               | 114      |
| 70  | Становништво у домородачким домаћинствима                                                        | 559      |
| 71  | Становништво са ограничењима у активностима                                                      | 3282     |
| 72  | Становништво са ограниченим ходањем или кретањем, горе или доле                                  | 1702     |
| 73  | Становници са ограничењима вида, чак и уз кориштење сочива                                       | 895      |
| 74  | Становништво са ограничењима говора, комуникације или конверзације                               | 376      |
| 75  | Становништво са ограниченим слухом                                                               | 378      |
| 76  | Становништво са ограничењима при одевању, купању или јелу                                        | 198      |
| 77  | Становништво са ограничењима у опажању или учењу једноставних ствари                             | 210      |
| 78  | Становништво са менталним ограничењима                                                           | 305      |
| 79  | Становништво без ограничења активности                                                           | 86293    |
| 80  | Становништво од 3 до 5 година које не похађа школу                                               | 3046     |
| 81  | Мушко становништво од 3 до 5 година које не похађа школу                                         | 1603     |
| 82  | Женско становништво од 3 до 5 година које не похађа школу                                        | 1443     |
| 83  | Становништво од 6 до 11 година које не похађа школу                                              | 352      |
| 84  | Мушко становништво од 6 до 11 година које не похађа школу                                        | 193      |
| 85  | Женско становништво од 6 до 11 година које не похађа школу                                       | 159      |
| 86  | Становништво од 12 до 14 година које не похађа школу                                             | 478      |
| 87  | Мушко становништво од 12 до 14 година које не похађа школу                                       | 270      |
| 88  | Женско становништво од 12 до 14 година које не похађа школу                                      | 208      |
| 89  | Становништво од 15 до 17 година похађа школу                                                     | 3390     |
| 90  | Мушко становништво од 15 до 17 година похађа школу                                               | 1686     |
| 91  | Женско становништво између 15 и 17 година живота у школи                                         | 1704     |
| 92  | Становништво од 18 до 24 године похађа школу                                                     | 2805     |
| 93  | Мушко становништво од 18 до 24 године похађа школу                                               | 1347     |
| 94  | Женско становништво од 18 до 24 године похађа школу                                              | 1458     |
| 95  | Становништво од 8 до 14 година које не може да чита и пише                                       | 327      |
| 96  | Мушко становништво старосног доба од 8 до 14 година које не може да чита и пише                  | 193      |
| 97  | Женско становништво старосног доби од 8 до 14 година које не може да чита и пише                 | 134      |
| 98  | Становништво од 15 година и више које је неписмено                                               | 4490     |
| 99  | Мушко становништво од 15 година и више које је неписмено                                         | 1723     |
| 100 | Женско становништво од 15 година и више које је неписмено                                        | 2767     |
| 101 | Становништво старо 15 и више година без школовања                                                | 4306     |
| 102 | Мушко становништво старо 15 и више година без школовања                                          | 1730     |
| 103 | Женско становништво старо 15 и више година без школовања                                         | 2576     |
| 104 | Становништво старосног доба 15 и више година са непотпуним основним образовањем                  | 8896     |
| 105 | Мушко становништво старосног доба од 15 година и више са непотпуном основним образовањем         | 4130     |
| 106 | Женско становништво старосног доба 15 и више година са непотпуном основним образовањем           | 4766     |
| 107 | Становништво старо 15 и више година са комплетним основним образовањем                           | 9926     |
| 108 | Мушко становништво старо 15 година и више са комплетним основним образовањем                     | 4488     |
| 109 | Женско становништво старо 15 и више година са комплетним основним образовањем                    | 5438     |
| 110 | Становништво старосног доба 15 и више година са непотпуним средњим образовањем                   | 3229     |
| 111 | Мушко становништво старосног доба од 15 година и више са непотпуним средњим образовањем          | 1787     |
| 112 | Женско становништво старосног доба од 15 година и више са непотпуним средњим образовањем         | 1442     |
| 113 | Становништво старо 15 и више година са пуним секундарном образовањем                             | 17809    |
| 114 | Мушко становништво старосног доба од 15 година и више са пуним секундарном образовањем           | 8893     |
| 115 | Женско становништво старосног доба од 15 година и више са пуним секундарном образовањем          | 8916     |
| 116 | Становништво старије од 18 година са постосновним образовањем                                    | 14998    |
| 117 | Мушко становништво старије од 18 година са постосновним образовањем                              | 7098     |
| 118 | Женско становништво старије од 18 година са постосновним образовањем                             | 7900     |
| 119 | Просечна оцена школовања                                                                         | 8.07     |
| 120 | Просечан ниво образовања мушке популације                                                        | 8.2      |
| 121 | Просечан ниво образовања женског становништва                                                    | 7.95     |
| 122 | Економски активно становништво                                                                   | 34027    |
| 123 | Економски активна мушка популација                                                               | 23596    |
| 124 | Економски активна женска популација                                                              | 10431    |
| 125 | Становништво које није економски активно                                                         | 31777    |
| 126 | Мушко становништво које није економски активно                                                   | 7526     |
| 127 | Женско становништво које није економски активно                                                  | 24251    |
| 128 | Запослено становништво                                                                           | 32802    |
| 129 | Запослено мушко становништво                                                                     | 22565    |
| 130 | Запослено женско становништво                                                                    | 10237    |
| 131 | Незапослена популација                                                                           | 1225     |
| 132 | Незапослена мушка популација                                                                     | 1031     |
| 133 | Незапослена женска популација                                                                    | 194      |
| 134 | Становништво без права на здравствене услуге                                                     | 43973    |
| 135 | Становништво које има право на здравствене услуге                                                | 46026    |
| 136 | Становништво које има право на ИМСС                                                              | 5590     |
| 137 | Становништво које има право на социјално осигурање                                               | 3747     |
| 138 | Становништво које има право на државно социјално осигурање                                       | 2350     |
| 139 | Становништво које има право на опште осигурање или здравствено осигурање за нову генерацију      | 25042    |
| 140 | Становништво које је било једном или није било у браку током 12 година и више                    | 23737    |
| 141 | Венчано или уједињено становништво од 12 година и више                                           | 37427    |
| 142 | Становништво које је било у браку или уједињено 12 година и више                                 | 5195     |
| 143 | Становништво са католичком религијом                                                             | 86677    |
| 144 | Протестанти, еванђелисти и библијски следбеници различити од еванђелиста                         | 2000     |
| 145 | Становништво са другим религијама различитим од претходних                                       | 91       |
| 146 | Становништво без религије                                                                        | 641      |
| 147 | Укупно пописаних домаћинства                                                                     | 20588    |
| 148 | Пописна домаћинства на челу са мушкарцима                                                        | 16150    |
| 149 | Пописна домаћинства на челу са женама                                                            | 4438     |
| 150 | Становништво у пописним домаћинствима                                                            | 90214    |
| 151 | Становништво у пописним домаћинствима на челу са мушкарцима                                      | 73647    |
| 152 | Становништво у пописним домаћинствима на челу са женама                                          | 16567    |
| 153 | Укупно домаћинстава                                                                              | 24319    |
| 154 | Укупно насељених домаћинстава                                                                    | 20715    |
| 155 | Укупно приватних кућа                                                                            | 24192    |
| 156 | Насељени приватни домови                                                                         | 20588    |
| 157 | Укупно насељених приватних кућа                                                                  | 20710    |
| 158 | Ненасељене приватне куће                                                                         | 2313     |
| 159 | Појединачна домаћинства за привремену употребу                                                   | 1291     |
| 160 | Становници у насељеним приватним кућама                                                          | 90214    |
| 161 | Насељеност станара у приватним становима                                                         | 4.38     |
| 162 | Просечно становника по соби у приватним насељеним домаћинствима                                  | 1.24     |
| 163 | Појединачна домаћинства са подовима од различитих материјала од земље                            | 18745    |
| 164 | Појединачна домаћинства у приземљу                                                               | 1778     |
| 165 | Појединачна домаћинства са једном спаваћом собом                                                 | 7681     |
| 166 | Појединачна домаћинства са две спаваће собе и више                                               | 12857    |
| 167 | Појединачна домаћинства са једним собом                                                          | 1542     |
| 168 | Појединачна домаћинства са две собе                                                              | 4554     |
| 169 | Појединачна домаћинства са 3 собе и више                                                         | 14431    |
| 170 | Појединачна домаћинства која имају електрично светло                                             | 20281    |
| 171 | Појединачна домаћинства која немају електрично светло                                            | 254      |
| 172 | Појединачна домаћинства која имају водоводну воду у стамбеном простору                           | 17742    |
| 173 | Појединачна домаћинства која немају водоводну воду у стамбеном простору                          | 2777     |
| 174 | Појединачна домаћинства која имају тоалет                                                        | 19600    |
| 175 | Појединачна домаћинства која имају канализацију                                                  | 18647    |
| 176 | Појединачна домаћинства која немају канализацију                                                 | 1822     |
| 177 | Појединачна домаћинства која имају електрично светло, довод воде из јавне мреже и канализацију   | 16607    |
| 178 | Појединачна домаћинства без икаквих услова                                                       | 660      |
| 179 | Појединачна домаћинства која имају радио                                                         | 15804    |
| 180 | Појединачна домаћинства која имају телевизор                                                     | 18974    |
| 181 | Појединачна домаћинства која имају фрижидер                                                      | 13454    |
| 182 | Појединачна домаћинства која имају машину за веш                                                 | 9944     |
| 183 | Појединачна домаћинства која имају аутомобил или комби                                           | 6747     |
| 184 | Појединачна домаћинства која имају рачунар                                                       | 3886     |
| 185 | Појединачна домаћинства која имају фиксну телефонску линију                                      | 6638     |
| 186 | Појединачна домаћинства која имају мобилни телефон                                               | 10233    |
| 187 | Појединачна домаћинства која имају приступ интернету                                             | 2490     |